# Котлубанское сельское поселение
Котлуба́нское се́льское поселе́ние — муниципальное образование (сельское поселение) в составе Городищенского района Волгоградской области.
Административный центр — посёлок Котлубань.
Глава Котлубанского сельского поселения — Давиденко Игорь Александрович.

## Административное деление
Код ОКАТО —18 205 818 xxx
Код ОКТМО — 18 605 418
На территории поселения находятся 2 населённых пункта: посёлок и хутор:
| Название  | ОКАТО          | Тип населённого пункта          | Население, тыс. чел |
| --------- | -------------- | ------------------------------- | ------------------- |
| Котлубань | 18 205 818 001 | посёлок, административный центр | 2103                |
| Варламов  | 18 205 818 002 | хутор                           | 622                 |

## Достопримечательности
- Участок Царицынской сторожевой линии XVIII века, археологический памятник областного значения[6].